# Глогова (комуна)
Глогова (рум. Glogova) — комуна у повіті Горж в Румунії. До складу комуни входять такі села (дані про населення за 2002 рік):
- Глогова (573 особи)
- Йорменешть (466 осіб) — адміністративний центр комуни
- Кемуєшть (223 особи)
- Клешнешть (197 осіб)
- Олтяну (546 осіб)

Комуна розташована на відстані 256 км на захід від Бухареста, 31 км на південний захід від Тиргу-Жіу, 96 км на північний захід від Крайови.

## Населення
За даними перепису населення 2002 року у комуні проживали 2005 осіб.
Національний склад населення комуни:
| Національність | Кількість осіб | Відсоток |
| -------------- | -------------- | -------- |
| румуни         | 2003           | 99,9%    |
| німці          | 1              | < 0,1%   |
| турки          | 1              | < 0,1%   |

Рідною мовою назвали:
| Мова      | Кількість осіб | Відсоток |
| --------- | -------------- | -------- |
| румунська | 2003           | 99,9%    |
| німецька  | 1              | < 0,1%   |
| турецька  | 1              | < 0,1%   |

Склад населення комуни за віросповіданням:
| Релігія        | Кількість осіб | Відсоток |
| -------------- | -------------- | -------- |
| православні    | 1982           | 98,9%    |
| адвентисти     | 11             | 0,5%     |
| п'ятдесятники  | 7              | 0,3%     |
| греко-католики | 2              | 0,1%     |
| баптисти       | 2              | 0,1%     |
| мусульмани     | 1              | < 0,1%   |